# Arry (Somme)
Pour les articles homonymes, voir Arry.
Arry est une commune française située dans le département de la Somme en région Hauts-de-France.
La commune fait partie du parc naturel régional Baie de Somme - Picardie maritime et  des villages labellisés Pays d'art et d'histoire qui œuvrent à mettre en avant leur patrimoine,.

## Géographie

### Localisation
Arry est un village picard du Ponthieu.
Limitrophe de Rue, la localité est située à 8 km au nord-ouest de Nouvion, 21 km au nord-ouest d'Abbeville et à 59 km au nord-ouest d'Amiens à vol d'oiseau.
Le territoire de la commune est limitrophe de ceux de six communes.
Les communes limitrophes sont  Bernay-en-Ponthieu, Regnière-Écluse, Rue, Vercourt, Villers-sur-Authie et Vron.

### Hydrographie

#### Réseau hydrographique
La commune est située dans le bassin Artois-Picardie. Elle est drainée par la Maye.
La Maye, d'une longueur de 38 km, prend sa source dans la commune de Fontaine-sur-Maye,à l'altitude de 40 mètres, et se jette  dans la baie de Somme en limite des communes de Saint-Quentin-en-Tourmont et du Crotoy, après avoir traversé dix communes. Les caractéristiques hydrologiques de la Maye sont données par la station hydrologique située sur la commune. Le débit moyen mensuel est de 1,01 m3/s. Le débit moyen journalier maximum est de 5,17 m3/s, atteint lors de la crue du 1er avril 2001. Le débit instantané maximal est quant à lui de 7,3 m3/s, atteint le 11 mai 2001.

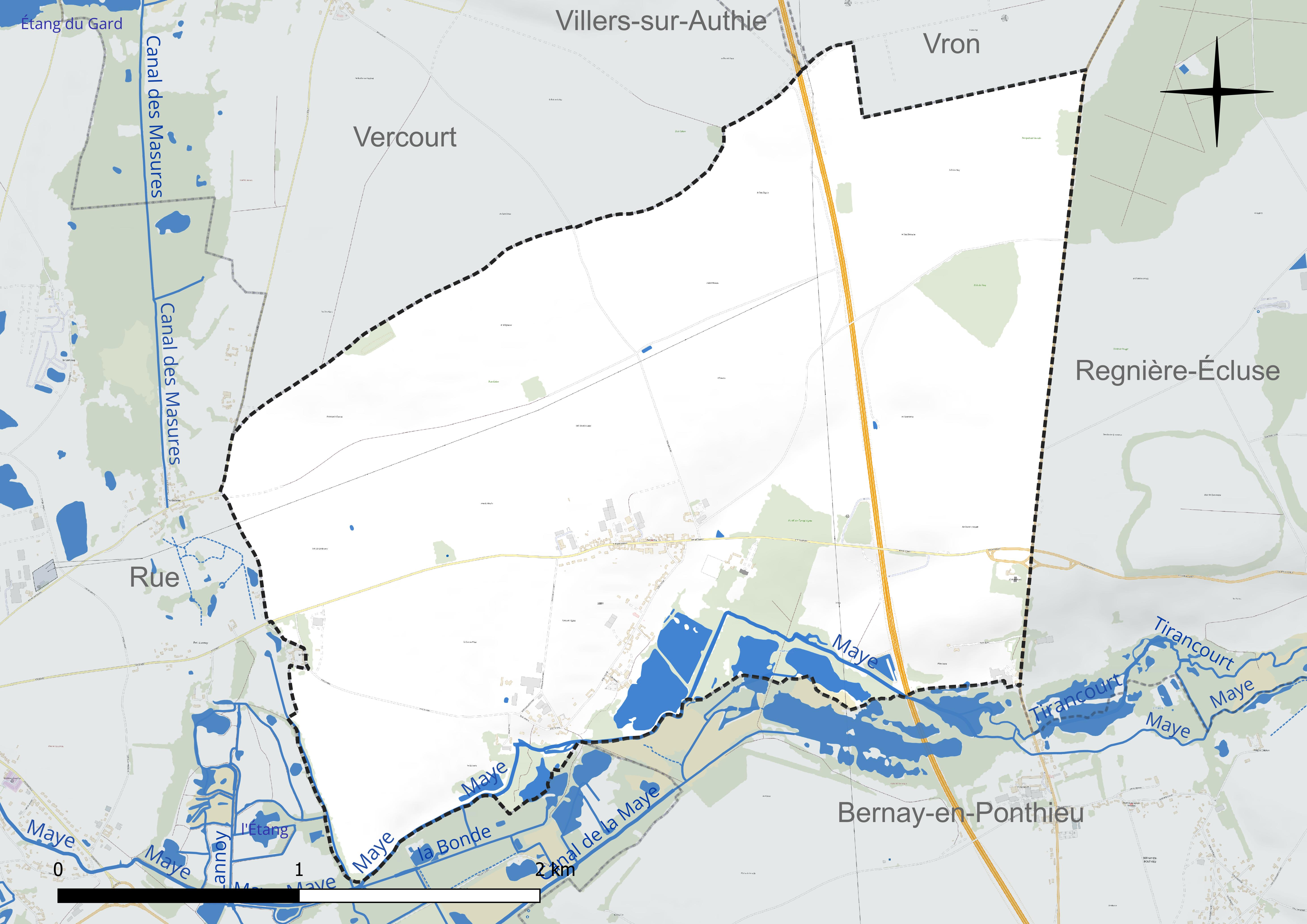
Réseau hydrographique d'Arry.

#### Gestion et qualité des eaux
Le territoire communal est couvert par le schéma d'aménagement et de gestion des eaux (SAGE) « Somme aval et Cours d'eau côtiers ». Ce document de planification concerne un territoire de 1 835 km2 de superficie, délimité par le bassin versant de la Somme canalisée. Le périmètre a été arrêté le 29 avril 2010 et le SAGE proprement dit a été approuvé le 6 août 2019. La structure porteuse de l'élaboration et de la mise en œuvre est le syndicat mixte d'aménagement hydraulique du bassin versant de la Somme (AMEVA).
La qualité des cours d'eau peut être consultée sur un site dédié géré par les agences de l'eau et l'Agence française pour la biodiversité.

### Climat
Pour des articles plus généraux, voir Climat des Hauts-de-France et Climat de la Somme.
En 2010, le climat de la commune est de type climat océanique franc, selon une étude du CNRS s'appuyant sur une série de données couvrant la période 1971-2000. En 2020, Météo-France publie une typologie des climats de la France métropolitaine dans laquelle la commune est exposée à un climat océanique et est dans la région climatique Côtes de la Manche orientale, caractérisée par un faible ensoleillement (1 550 h/an) ; forte humidité de l'air (plus de 20 h/jour avec humidité relative > 80 % en hiver), vents forts fréquents.
Pour la période 1971-2000, la température annuelle moyenne est de 10,6 °C, avec une amplitude thermique annuelle de 12,8 °C. Le cumul annuel moyen de précipitations est de 777 mm, avec 12,4 jours de précipitations en janvier et 8,3 jours en juillet. Pour la période 1991-2020, la température moyenne annuelle observée sur la station météorologique la plus proche, située sur la commune de Cayeux-sur-Mer à 19 km à vol d'oiseau, est de 11,4 °C et le cumul annuel moyen de précipitations est de 761,1 mm,. Pour l'avenir, les paramètres climatiques de la commune estimés pour 2050 selon différents scénarios d'émission de gaz à effet de serre sont consultables sur un site dédié publié par Météo-France en novembre 2022.

## Urbanisme

### Typologie
Au 1er janvier 2024, Arry est catégorisée commune rurale à habitat dispersé, selon la nouvelle grille communale de densité à sept niveaux définie par l'Insee en 2022.
Elle est située hors unité urbaine et hors attraction des villes,.

### Occupation des sols

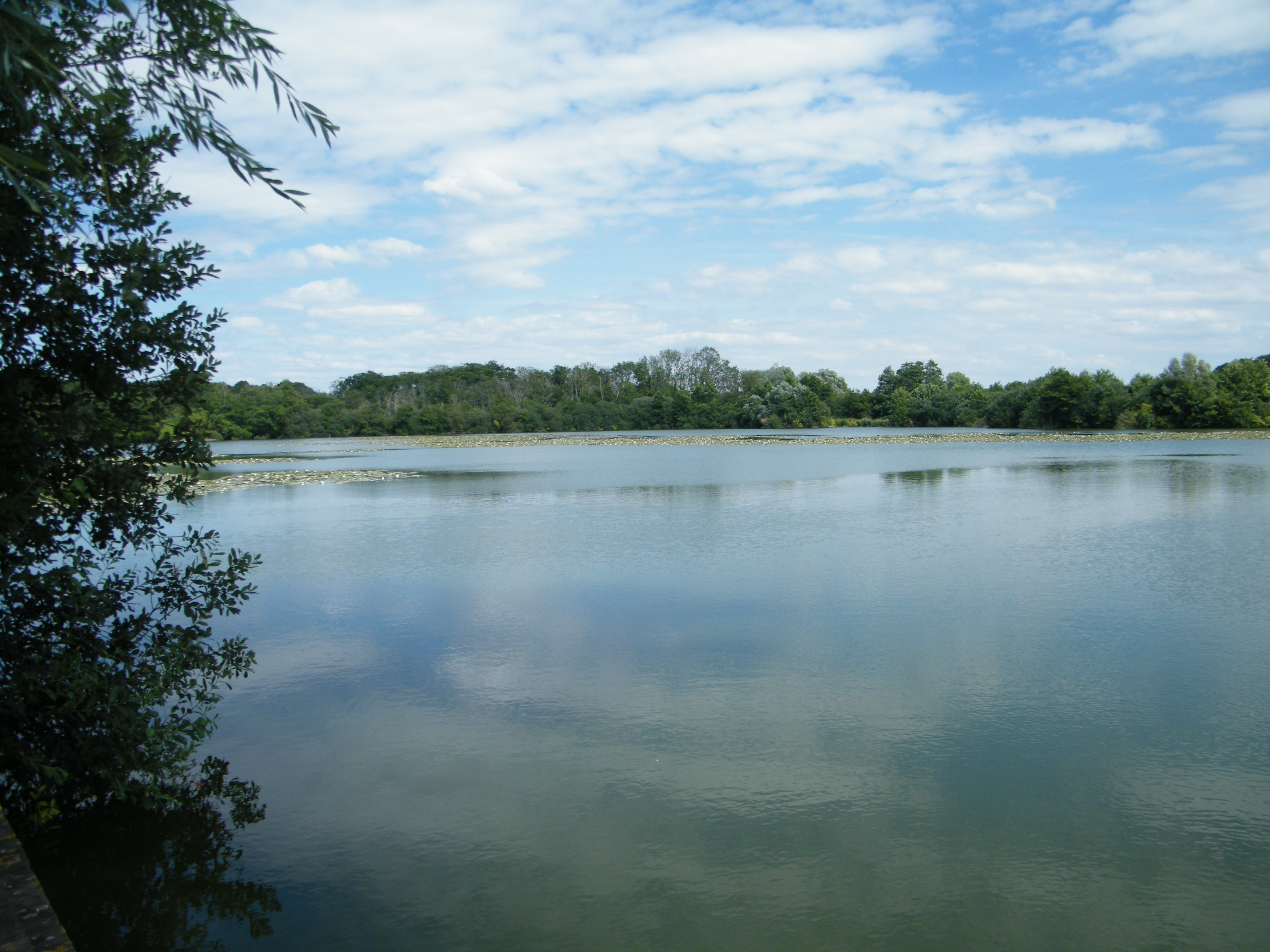
Étang dans la vallée de la Maye.

L'occupation des sols de la commune, telle qu'elle ressort de la base de données européenne d'occupation biophysique des sols Corine Land Cover (CLC), est marquée par l'importance des territoires agricoles (86,5 % en 2018), une proportion sensiblement équivalente à celle de 1990 (86,9 %). La répartition détaillée en 2018 est la suivante : 
terres arables (84,6 %), zones urbanisées (5,9 %), forêts (3,8 %), zones humides intérieures (2,8 %), prairies (1,9 %), eaux continentales (0,9 %). L'évolution de l'occupation des sols de la commune et de ses infrastructures peut être observée sur les différentes représentations cartographiques du territoire : la carte de Cassini (XVIIIe siècle), la carte d'état-major (1820-1866) et les cartes ou photos aériennes de l'IGN pour la période actuelle (1950 à aujourd'hui).

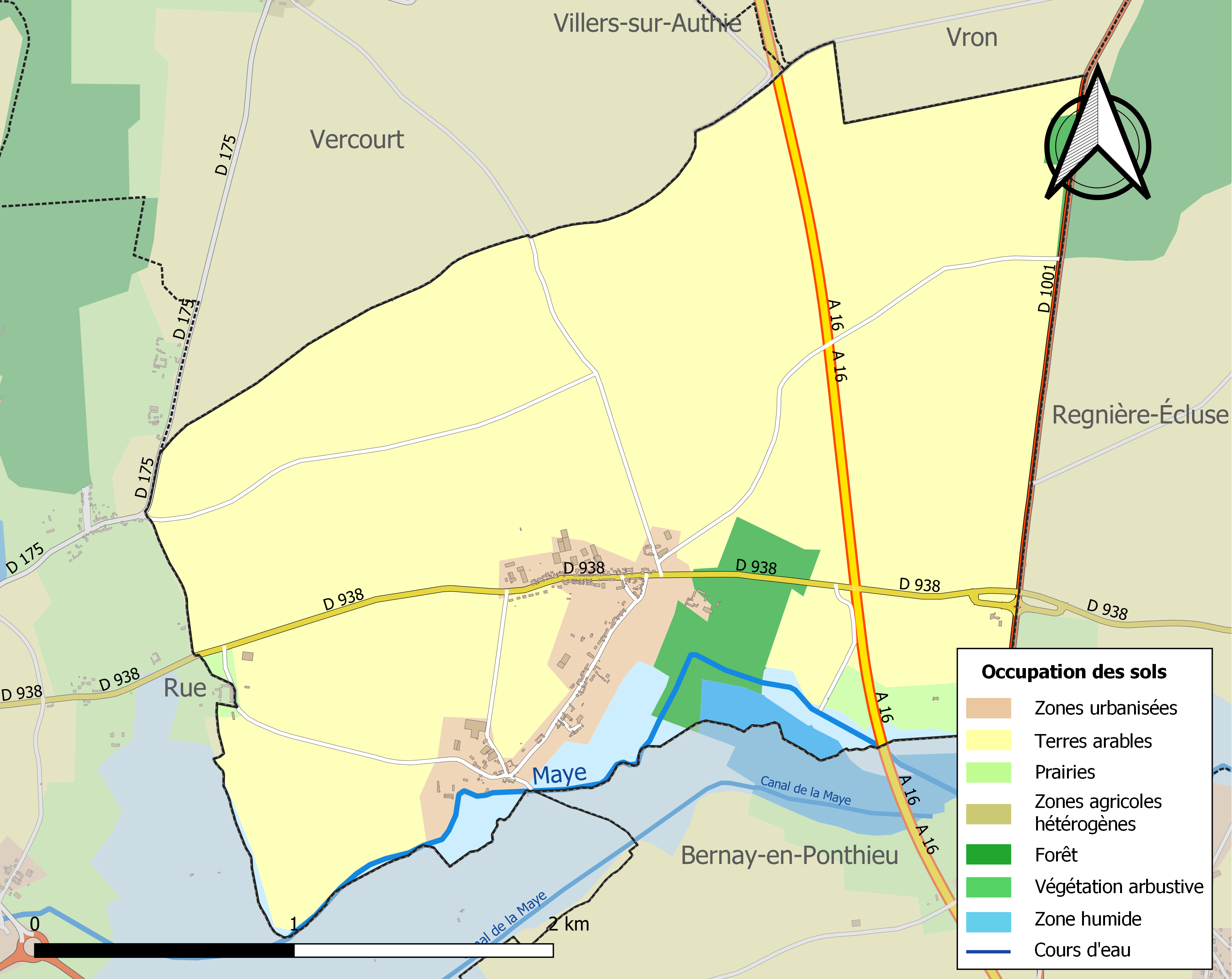
Carte des infrastructures et de l'occupation des sols de la commune en 2018 (CLC).

### Voies de communication et transports
En 2019, la localité est desservie par les lignes de bus du réseau Trans'80, chaque jour de la semaine, sauf le dimanche. Il est desservi par l'ancienne route nationale 338 (actuelle RD 938) et aisément accessible par l'autoroute A16.

## Toponymie
En 1042, le village était dénommé Adriacus ; Arri en 1123 ; Arry en 1301 ; Ary en 1312.
Cette forme nous renseigne sur l'origine de ce toponyme qui dérive de l'anthroponyme latin Hadriacus qui deviendra Adrien en français. D'autres étymologistes expliquent l'origine de son nom par « domaine d'Arrius », le nom du premier occupant. L'étymologie de ce toponyme provient de l'agglutination du nom de personne gallo romain arrius et du suffixe acum qui signifie la « terre d'arrius ».

## Histoire

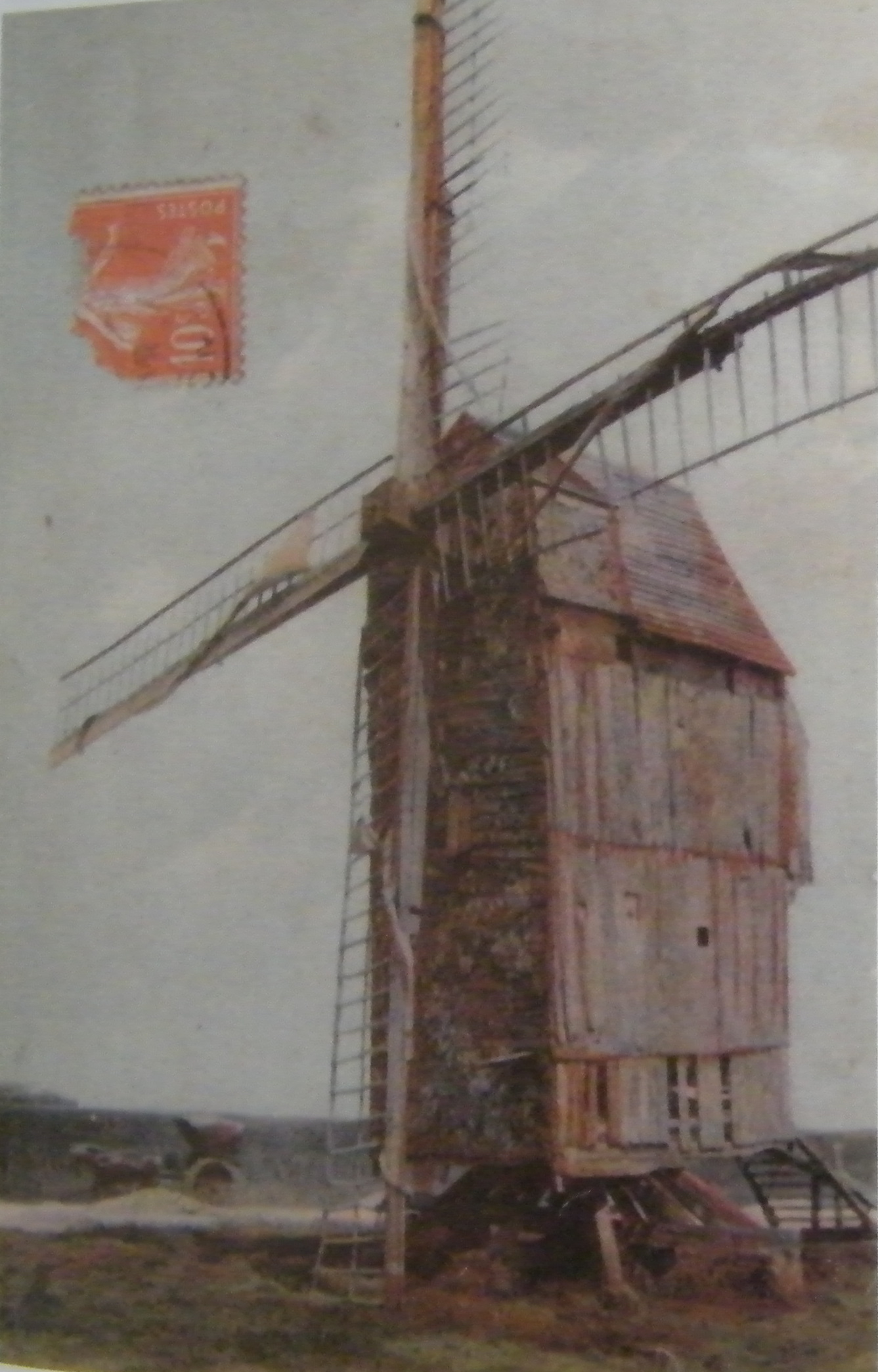
Le vieux moulin d'Arry.

Différents fiefs nobles ont constitué la seigneurie d'Arry. L'un d'entre eux, le « Quint d'Arry », relevait du roi.
La famille d'Arry fit passer sa propriété aux Biencourt au XVe siècle. Elle fut ensuite transmise aux Gourlay, aux Fuzelier et à la famille d'Halluin qui en fut propriétaire jusqu'en 1725.
Jacquelin, Antoine, François de Courteville, descendant de la dernière famille possédante, devint alors comte d'Hodicq quand le roi érigea Arry en comté.

## Politique et administration

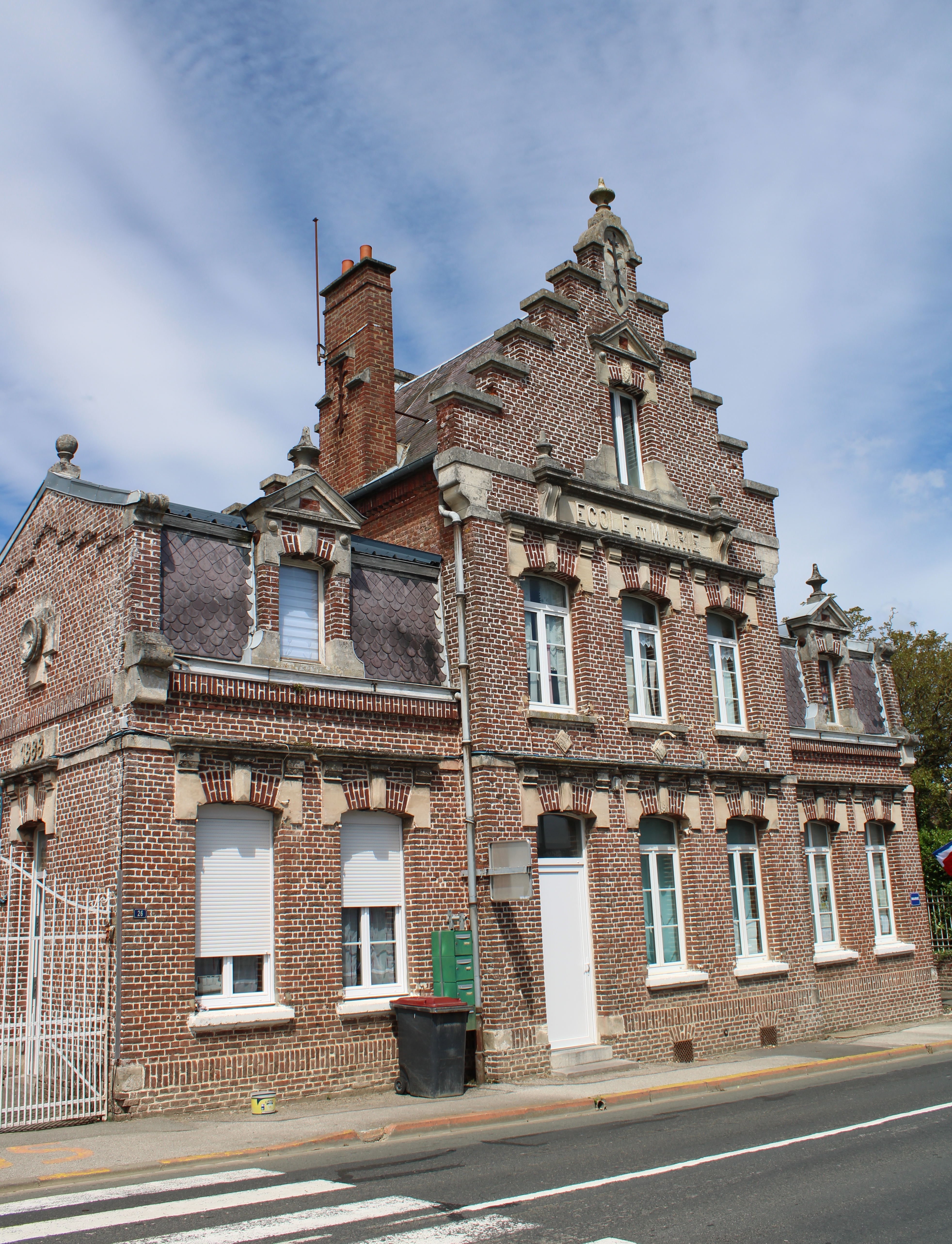
La mairie.

| Période                                  | Période                   | Identité          | Étiquette | Qualité                                   |
| ---------------------------------------- | ------------------------- | ----------------- | --------- | ----------------------------------------- |
| Les données manquantes sont à compléter. |                           |                   |           |                                           |
| mars 2001                                | mars 2016                 | Émile Trouart     |           | agriculteur, retraité, démissionnaire     |
| mars 2016                                | En cours (au 29 mai 2020) | Thibault Bourgois |           | agriculteur Rééu pour le mandat 2020-2026 |

## Population et société

### Démographie

#### Évolution démographique
L'évolution du nombre d'habitants est connue à travers les recensements de la population effectués dans la commune depuis 1793. Pour les communes de moins de 10 000 habitants, une enquête de recensement portant sur toute la population est réalisée tous les cinq ans, les populations de référence des années intermédiaires étant quant à elles estimées par interpolation ou extrapolation. Pour la commune, le premier recensement exhaustif entrant dans le cadre du nouveau dispositif a été réalisé en 2008.
En 2022, la commune comptait 218 habitants, en évolution de +4,81 % par rapport à 2016 (Somme : −1,26 %, France hors Mayotte : +2,11 %). Le maximum de la population a été atteint en 1851 avec 318 habitants.
| 1793 | 1800 | 1806 | 1821 | 1831 | 1836 | 1841 | 1846 | 1851 |
| ---- | ---- | ---- | ---- | ---- | ---- | ---- | ---- | ---- |
| 144  | 127  | 193  | 199  | 223  | 252  | 249  | 283  | 318  |

| 1856 | 1861 | 1866 | 1872 | 1876 | 1881 | 1886 | 1891 | 1896 |
| ---- | ---- | ---- | ---- | ---- | ---- | ---- | ---- | ---- |
| 292  | 304  | 298  | 305  | 294  | 272  | 275  | 283  | 270  |

| 1901 | 1906 | 1911 | 1921 | 1926 | 1931 | 1936 | 1946 | 1954 |
| ---- | ---- | ---- | ---- | ---- | ---- | ---- | ---- | ---- |
| 248  | 243  | 235  | 214  | 234  | 222  | 218  | 203  | 198  |

| 1962 | 1968 | 1975 | 1982 | 1990 | 1999 | 2006 | 2008 | 2013 |
| ---- | ---- | ---- | ---- | ---- | ---- | ---- | ---- | ---- |
| 209  | 182  | 191  | 176  | 158  | 164  | 185  | 191  | 198  |

| 2018 | 2022 | - | - | - | - | - | - | - |
| ---- | ---- | - | - | - | - | - | - | - |
| 215  | 218  | - | - | - | - | - | - | - |

#### Pyramide des âges
La population de la commune est relativement jeune.
En 2018, le taux de personnes d'un âge inférieur à 30 ans s'élève à 44,2 %, soit au-dessus de la moyenne départementale (36,4 %). À l'inverse, le taux de personnes d'âge supérieur à 60 ans est de 17,2 % la même année, alors qu'il est de 26,0 % au niveau départemental.
En 2018, la commune comptait 113 hommes pour 102 femmes, soit un taux de 52,56 % d'hommes, largement supérieur au taux départemental (48,51 %).
Les pyramides des âges de la commune et du département s'établissent comme suit.
| Hommes | Classe d’âge | Femmes |
| ------ | ------------ | ------ |
| 0,0    | 90 ou +      | 0,0    |
| 3,5    | 75-89 ans    | 6,9    |
| 10,6   | 60-74 ans    | 13,7   |
| 20,4   | 45-59 ans    | 18,6   |
| 15,0   | 30-44 ans    | 23,5   |
| 20,4   | 15-29 ans    | 13,7   |
| 30,1   | 0-14 ans     | 23,5   |

| Hommes | Classe d’âge | Femmes |
| ------ | ------------ | ------ |
| 0,6    | 90 ou +      | 1,8    |
| 6,7    | 75-89 ans    | 9,4    |
| 17,2   | 60-74 ans    | 18,1   |
| 19,8   | 45-59 ans    | 19,1   |
| 18,2   | 30-44 ans    | 17,5   |
| 19,4   | 15-29 ans    | 18     |
| 18,2   | 0-14 ans     | 16,2   |

### Enseignement
En 2013, l'école locale est associée depuis plusieurs années à celles de Bernay, Vercourt et Regnière-Écluse au sein d'un regroupement pédagogique intercommunal (RPI). La compétence scolaire est ensuite du ressort de la communauté de communes.
En septembre 2019, l'école est fermée. Les élèves relèvent alors du regroupement pédagogique concentré à Vron,.
La suite des études conduit les élèves au collège du Marquenterre à Rue ou/et au lycée Boucher-de-Perthes à Abbeville.
Les étudiants relèvent de l'université de Picardie Jules-Verne.

## Culture locale et patrimoine

### Lieux et monuments
- Église Saint-Quentin, en brique et pierre (XIXe siècle).
- Château[36], de 1761, construit par l'architecte Giraud Sannier, et son parc[37], classé aux Monuments Historiques le 2 mars 1979, avec le parc et le potager attenants. Constituée avec le canal de la Maye, la perspective dite « le miroir », en alignement avec le château, a été classée à cette même date.

- Le château blanc, sur l'ex-RN 1.
- Collection de miniatures réalisées à l'échelle 1/32e, témoignages de l'activité agricole, passée et actuelle. Résultat de plus de deux décennies de travail d'un passionné privé.
- Monument aux morts[38],[39], avec un bas-relief de Louis Leclabart, le guetteur dans sa tranchée[40].
- Chapelle sépulcrale des vicomtes et vicomtesses De France, édifiée en 1761 par le comte d'Hodicq, face à l'église.
- Oratoire avec une porte en forme de fougère, en allant vers le Thurel, après l'église.
- Chapelle rue de Vercourt, toute en brique peinte à la chaux.
- Vallée de la Maye et plans d'eau.
- Les zones humides locales constituent une partie du site Ramsar de la Baie de Somme et des marais arrière-littoraux (28 communes) dont l'avifaune atteint 365 espèces d'oiseaux sur plus de 19 000 hectares[41].

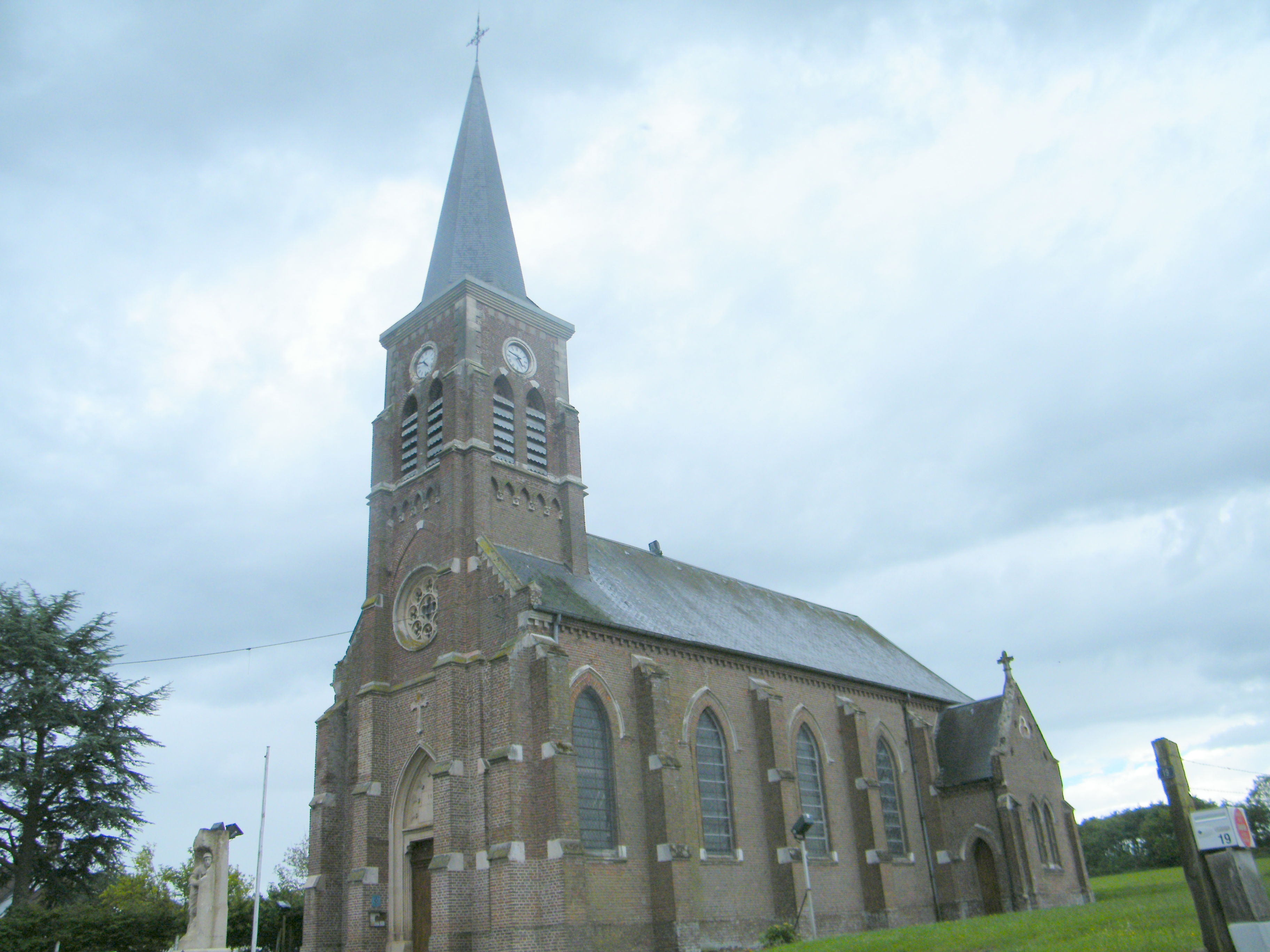
Église Saint-Quentin.
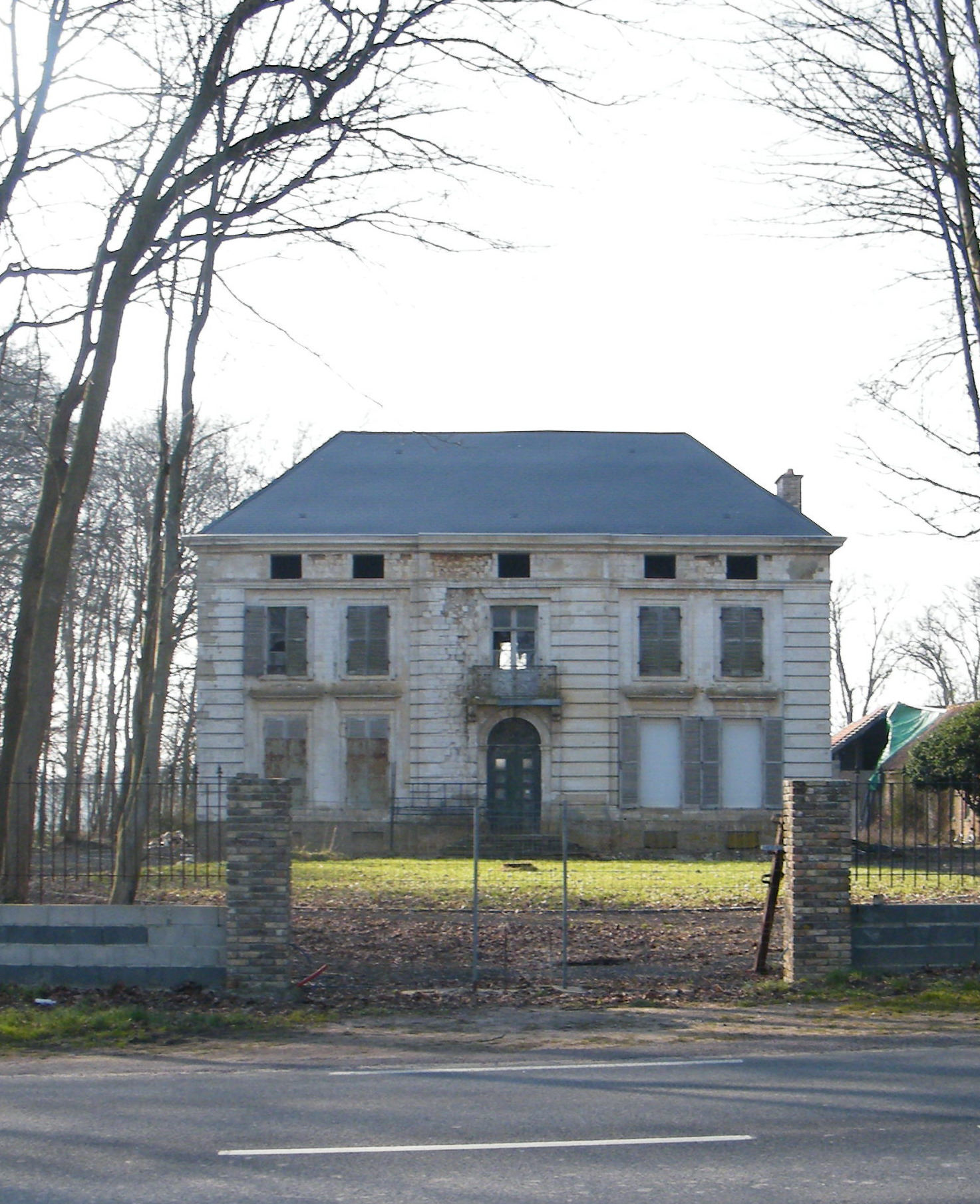
Le château blanc.
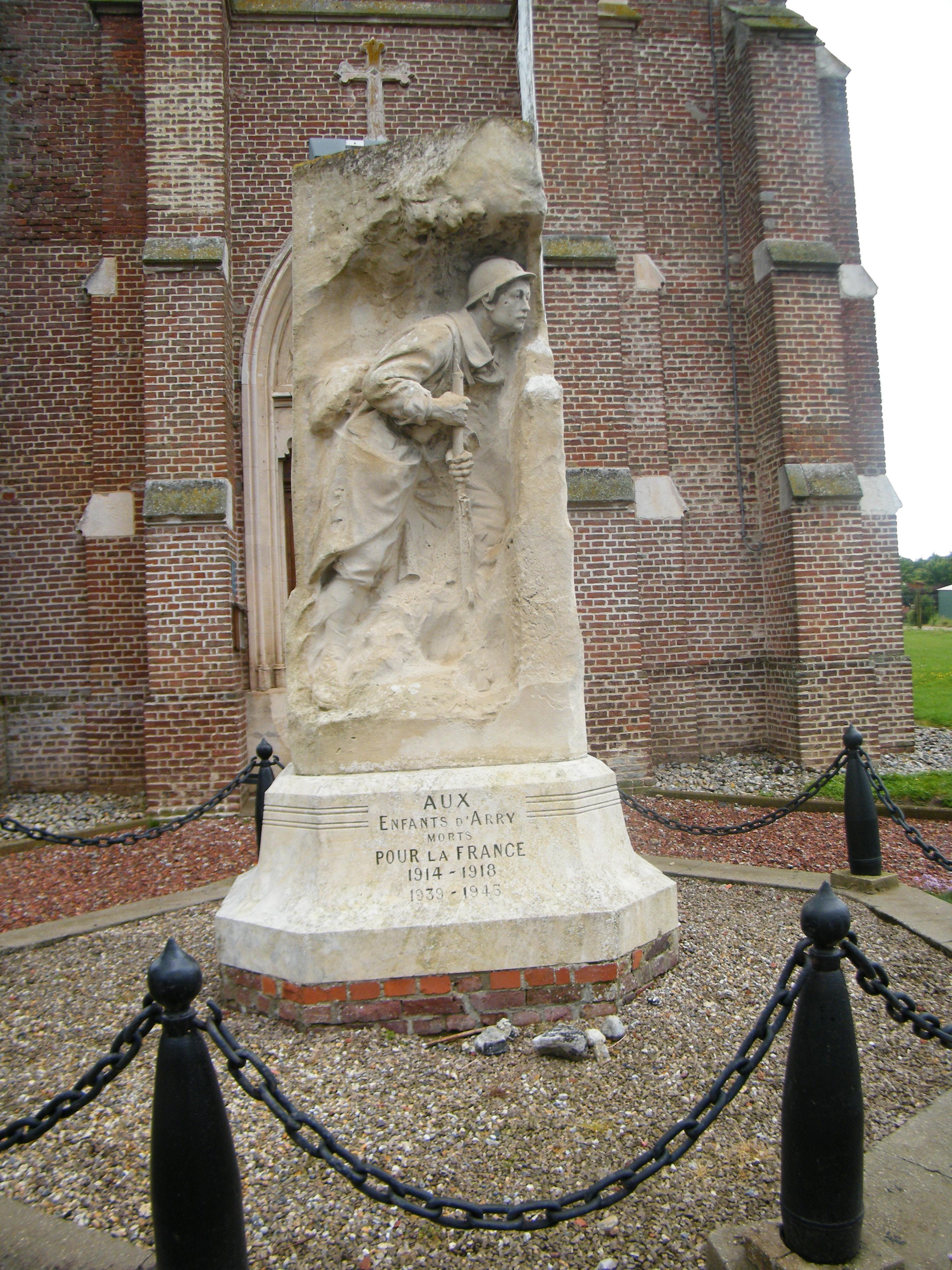
Monument aux morts.
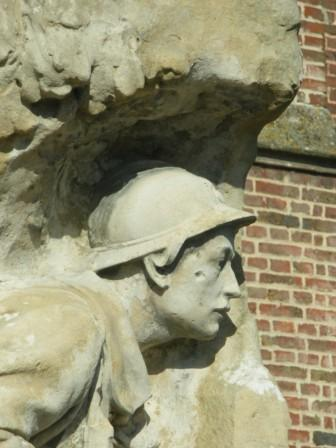
Détail du « guetteur ».
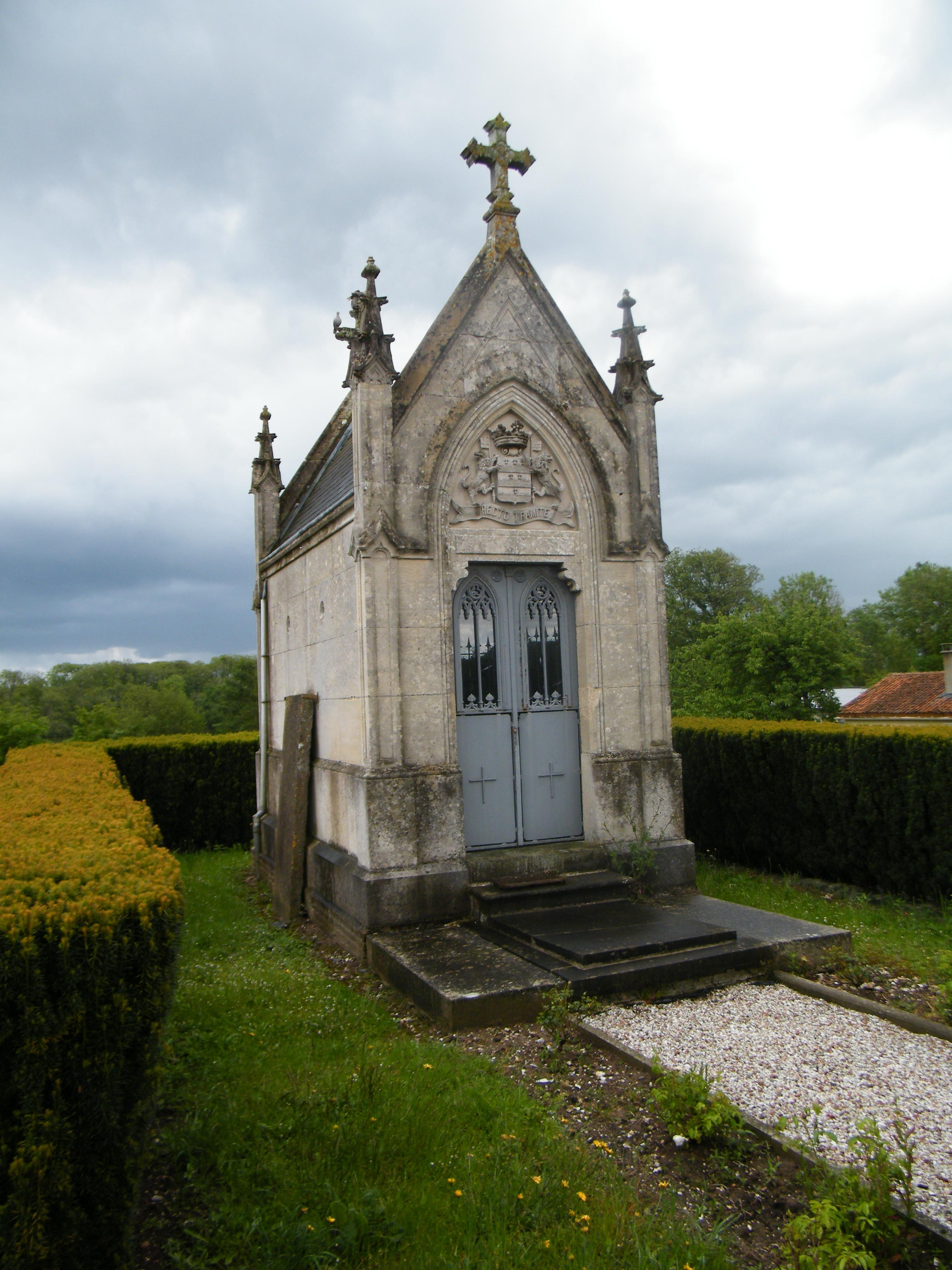
Chapelle des anciens châtelains.
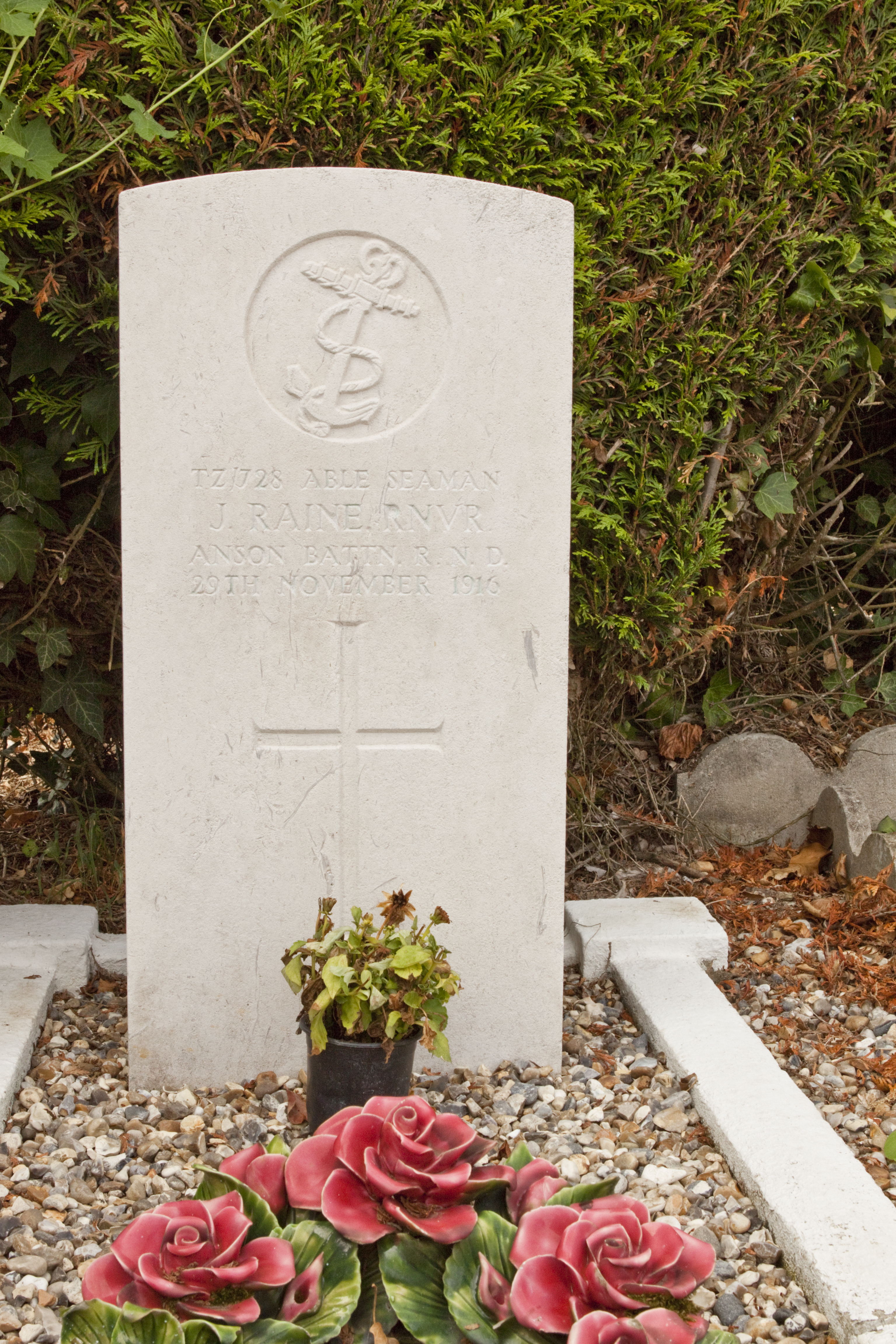
Tombe de soldat allié.
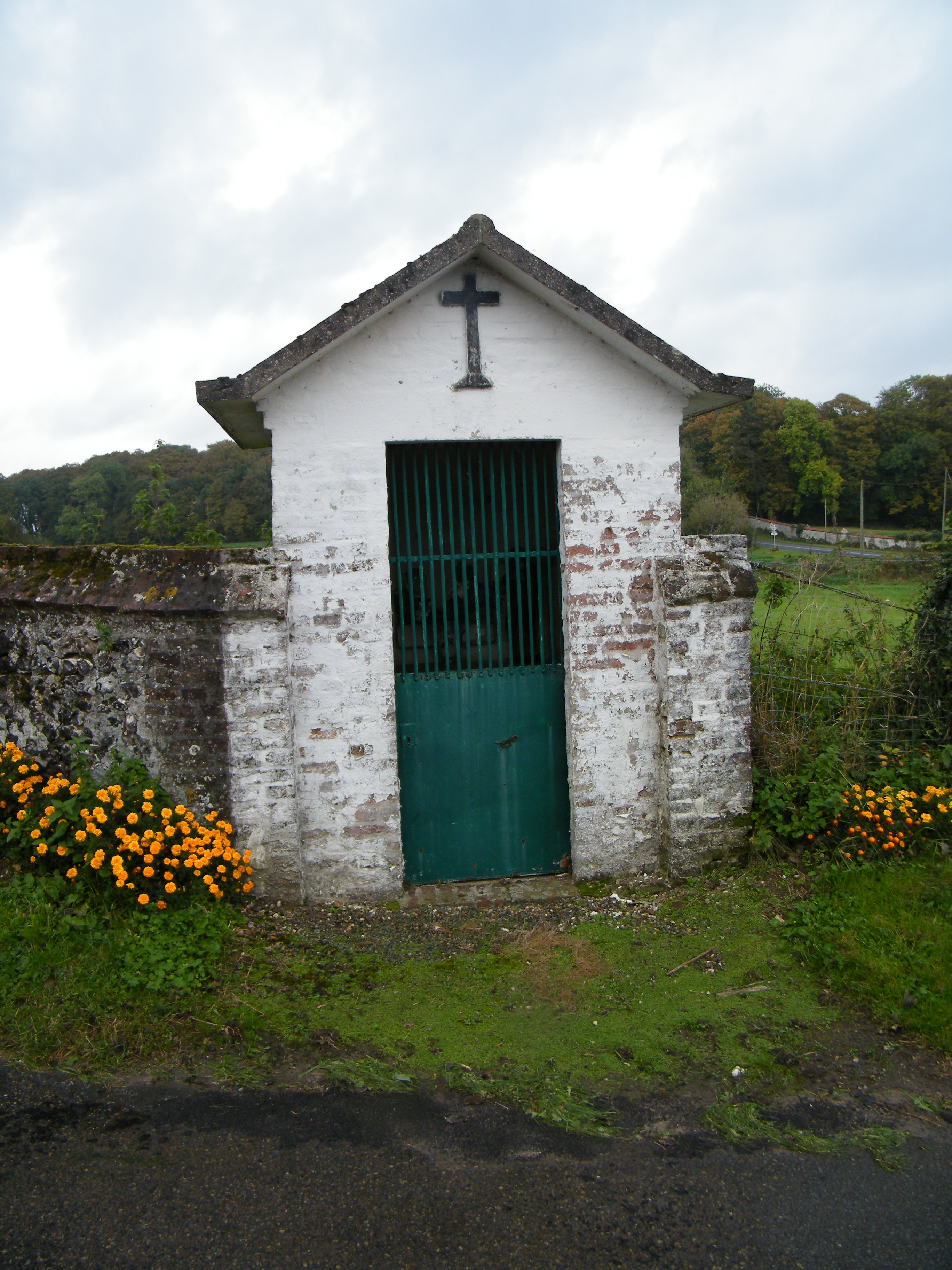
Chapelle rue de Vercourt.
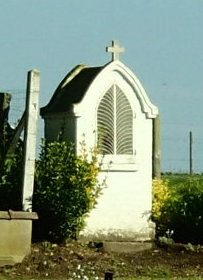
Oratoire vers le Thurel.

### Patrimoine naturel
La double rangée de tilleuls dénommée « Allée d'Arry » est classée monument naturel le 16 décembre 1930.

### Personnalités liées à la commune
Jacques, Alexandre, François de Courteville d'Hodicq (1726-1802), maréchal de France. Il participe à la Révolution Française comme député de la noblesse du bailliage de Montreuil aux États généraux de 1789. Propriétaire du château, il décède à Arry.

## Pour approfondir